# Terminus (czasopismo)
Terminus – kwartalnik Wydziału Polonistyki Uniwersytetu Jagiellońskiego poświęcony zagadnieniom tradycji klasycznej w kulturze nowożytnej (XV–XVIII w.). 
Na łamach czasopisma publikowane są artykuły z zakresu literatury, retoryki, historii sztuki, filozofii oraz idei, a także przekłady nieznanych materiałów z epoki. Czasopismo znajduje się na liście czasopism punktowanych Ministerstwa Nauki i Szkolnictwa Wyższego (20 punktów).
Redakcja: Grażyna Urban-Godziek (redaktor naczelny), Wojciech Ryczek (sekretarz redakcji), Michał Czerenkiewicz, Magdalena Komorowska, Justyna Kiliańczyk-Zięba, Magdalena Ryszka-Kurczab.